# Korovie, Teofipol
Korovie (în ucraineană Коров'є, poloneză Krowie) este un sat în comuna Novostavți din raionul Teofipol, regiunea Hmelnîțkîi, Ucraina.

## Demografie
Componența lingvistică a localității Korovie
     Ucraineană (98,14%)
     Rusă (1,33%)
     Alte limbi (0,53%)
Conform recensământului din 2001, majoritatea populației localității Korovie era vorbitoare de ucraineană (98,14%), existând în minoritate și vorbitori de rusă (1,33%).